# Dinastia Triệu

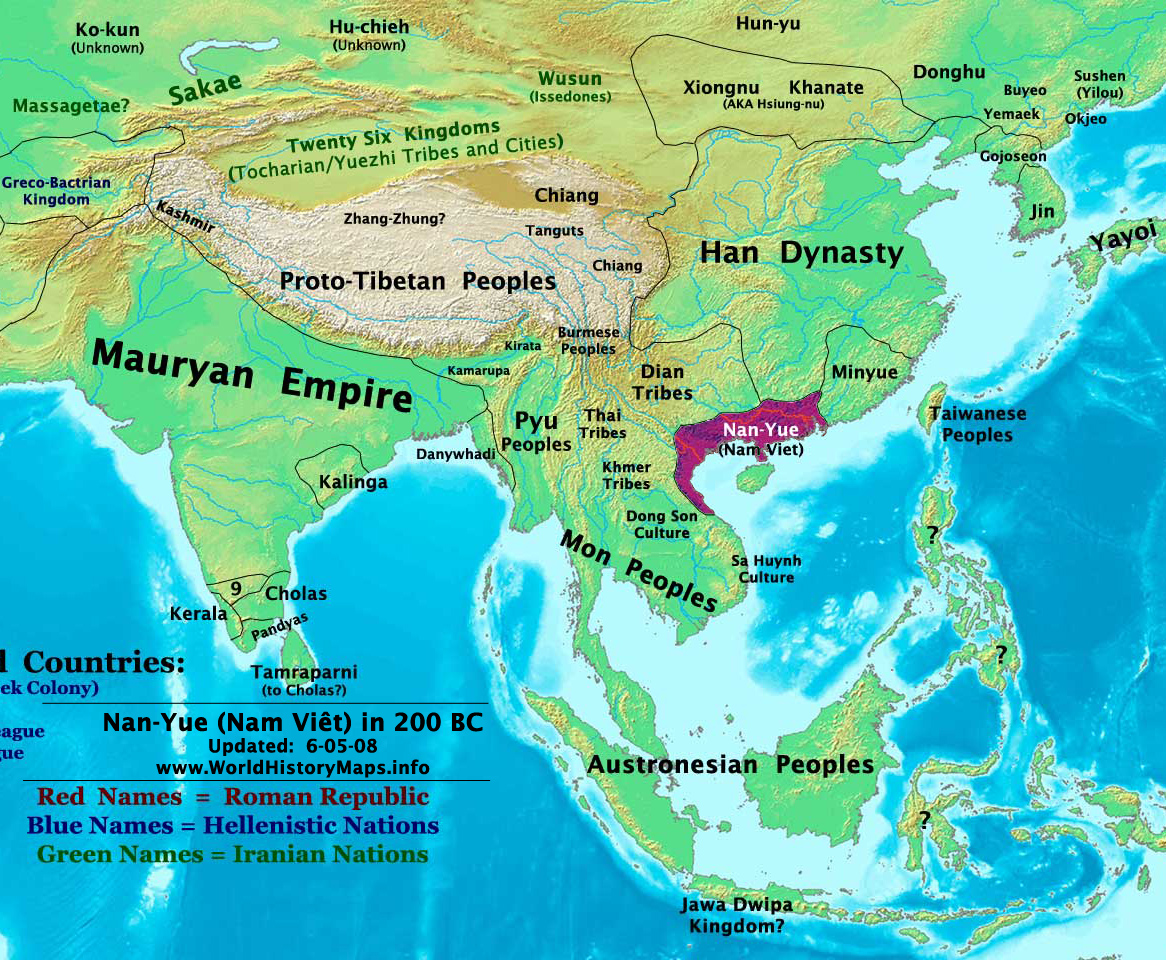
Mapa do território controlado pela dinastia.

A dinastia Triệu (em vietnamita:  Nhà Triệu; 家赵) governou o reino de Nam Việt ("Yuè doo Sul"), que consistia em partes do sul da China, bem como norte do Vietnã. Sua capital era Panyu, a atual cidade de Guangzhou. O fundador da dinastia, chamado de Triệu Đà ou Zhao Tuo, era um governador militar para o Império Qin. Ele afirmou sua independência em 207 aC, quando o Qin entrou em colapso. A elite governante incluía chineses e nativos Yue, com casamentos mistos e assimilação incentivada. Trieu Đà conquistou o Estado vietnamita de Âu Lạc e liderou uma coalizão de Estados Yue em uma guerra contra o Império Han, que havia se expandido para o sul. No entanto, os governantes posteriores foram menos bem sucedidos em afirmar a sua independência e os Han conquistaram o reino em 111 aC.